# Bartlett (New Hampshire)
Bartlett – miasto w Stanach Zjednoczonych, w stanie New Hampshire, w hrabstwie Carroll.